# 꿈의학교

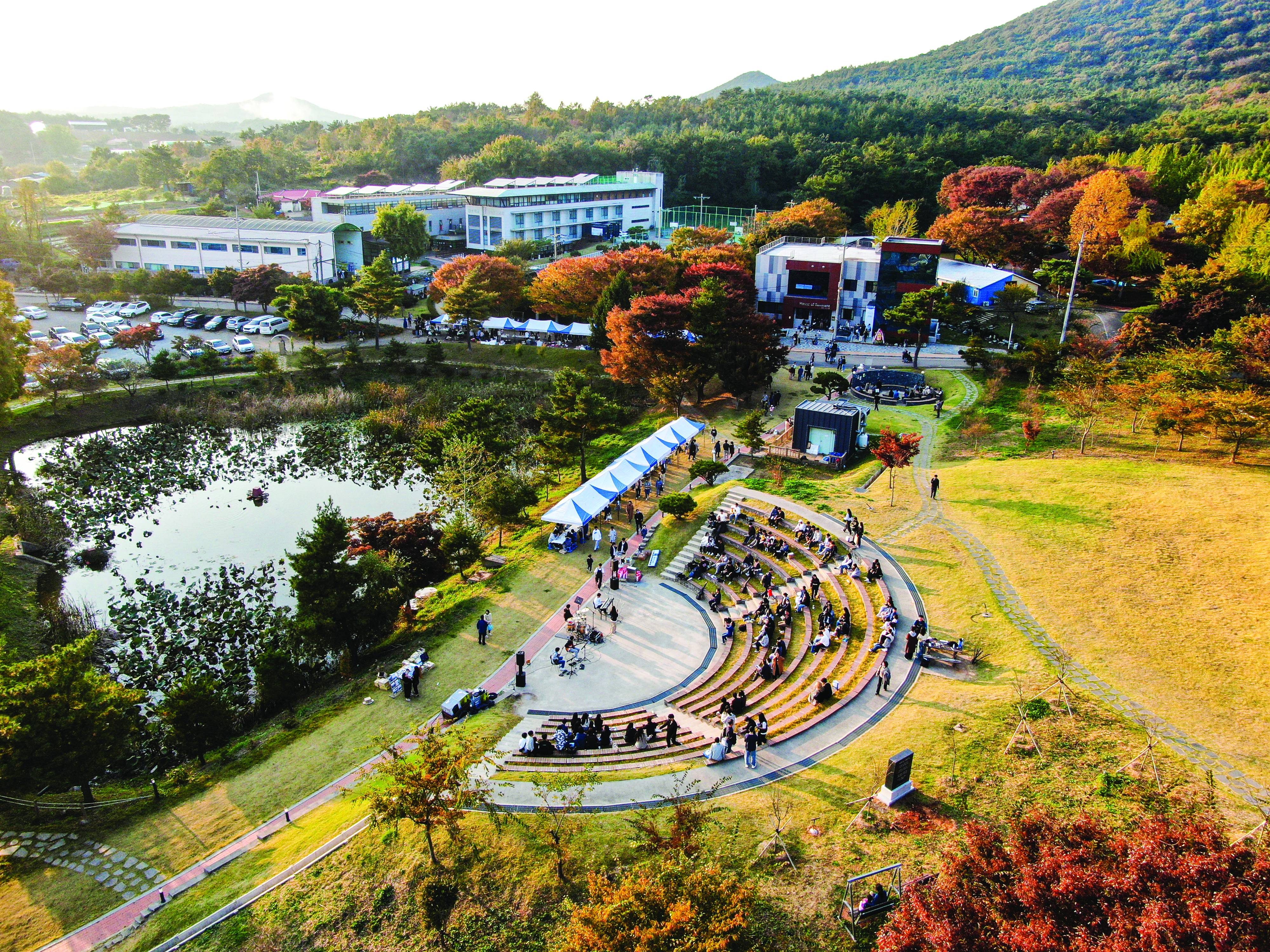
꿈의학교(Dreamschool) 전경

꿈의학교(dreamschool.or.kr)는 충청남도 서산시 대산읍 영전1길 321에 위치한 대한민국 최초의 개신교 계열 대안학교다. 이롬의 설립자인 황성주 이사장이 2002년 설립하였다.
학교대표 번호 : 041-681-3411, dreamschool@dreamschool.or.kr
입학상담 : 041-429-3111, admission@dreamschool.or.kr

## 꿈의학교 정보 요약
🌻신앙과 지혜를 물려주는 23년 전통의 기독교 대안학교🌻
✅ 5만평의 아름다운 캠퍼스와 자연환경
✅ 캐나다6개월, 중국3개월 연수, 해외봉사활동
✅ 국내/국제/예술/대안대학(DCC) 계열별 고등 교육과정
✅ 교육청등록 대안교육기관, 구글인증 레퍼런스 스쿨
✅ IB국제 바칼로레아 MYP(중등), DP(고등) 후보학교
✅ 전원 기숙사 생활(학기중 핸드폰은 생활관에서 보관)
✅ 두 담임이 밀착관리(낮에는 학사담임, 밤에는 생활담임)
✅ 중1~고3까지 한 학년 약 50명, 전교생 300명 내외

## 교육철학

### 교육의 방향
1) 신앙 중심의 학교
신앙은 꿈의학교 교육의 핵심가치이다. 세상을 변화시키는 힘이 신앙에 있다고 믿는다.
이러한 믿음을 바탕으로 성경 말씀에 기초한 하나님 중심의 교육을 한다.
2) 인격을 존중하는 학교
2) 인격을 존중하는 학교
이름 대신 ‘꿈이름’을 사용하고, 반말 대신 ‘존대어’를 사용해서 상대방을 존귀하게 여기고
건강한 자아상을 형성하며 서로를 존중하도록 교육한다.
3) 만남을 소중히 여기는 학교
3) 만남을 소중히 여기는 학교
‘축복된 만남 거룩한 변화’를 위해 하나님을 경외하는 인물들을 초청하여
강의를 듣고 토론하며 질문하는 시간을 갖고
국내외 현장을 탐방하며 신앙의 위인들을 만나 거룩한 변화를 추구한다.
4) 경험을 중시하는 학교
4) 경험을 중시하는 학교
중등 과정에서는 캐나다 6개월 연수 고등 과정에서는 중국 3개월 연수를 통해
언어를 공부하고 각 나라의 문화를 경험한다.
국토 사랑 행진, 집짓기 봉사활동, 단기 선교, 지역 아동 봉사 활동 등을 통해 민족애와 인류애를 체험한다.
5) 진로 지도를 중시하는 학교
5) 진로 지도를 중시하는 학교
개인에 따른 재능을 개발할 수 있도록
교육 과정을 다양화하여 자신만의 길을 갈 수 있도록
직업 탐방, 진로 교육, 직업 체험, 전공 설명회, 직업인 만남 등을 하며
개인의 진로 지도 이력을 체계적으로 관리한다.
6) 생활 공동체 학교
6) 생활 공동체 학교
남녀 생활관에서 공동체 생활을 하며 더불어 살아가는 데 필요한 연합과 섬김을 배우고,
자기 주도 관리 능력과 독립심을 길러 어떠한 환경에서도 감사하는 마음으로 살도록 교육한다.
7) 세계로 나아가는 학교
7) 세계로 나아가는 학교
자신의 진로에 따라 중국, 일본, 키르기스스탄, 인도, 미국, 캐나다, 영국, 이스라엘 등의 해외 대학으로 진출하여
‘세계는 나의 교실, 세계는 나의 일터’라는 교훈을 실천한다.

### 교훈
사랑으로 세계를 품어라 Embrace the world with His love
꿈의학교의 교훈인 '사랑으로 세계를 품어라'는 서산 꿈의학교의 설립자이자 이사장이신 황성주 박사의 1998년 저서 '내 아들아 사랑으로 세계를 품어라'라는 책 제목에서 기인했습니다.
2002년 꿈의학교 설립 당시 교훈으로 정하고 이후 사람의 힘으로는 세상을 품을 수 없음을 인정하고 오직 예수님의 사랑으로만 가능함을 선포하며 'with His love'가 추가 되었습니다.
-+

### 교가
사랑하는 소년아 세계를 향해 눈을 떠라
사랑으로 세계를 품어라 Embrace the world with His love
학문을 알기 전에 사랑을 알고
실력을 기르기 전에 섬기는 봉사의 뜻을 품어라
세계는 나의 교실 사랑의 꿈을 이루어라

하나님이 너희에게 주신 세계를 사랑으로 품게 가르치는 꿈의학교
2절 생략 1,2절 악보

### 우리들의 다짐
우리들의 다짐.
하나. 우리는 조국과 인류의 미래를 책임질 수 있는 지도자의 사명을 가지고 꿈의학교에 부름 받은 사랑의 꽃씨다.
둘. 우리는 칼과 창을 녹여서 낫과 삽을 만들고 사랑으로 세계를 품는 사랑의 혁명군이 된다.
셋. 우리는 어떠한 어려움과 두려움 앞에서도 십자가의 고난과 승리를 생각하며 인격과 비전과 실력을 기르는 일에 최선을 다 한다.

넷. 우리는 하나님의 이름을 높이고 하나님의 나라를 넓히며, 하나님의 섭리를 펼치기 위해 사랑하며 섬기며 나누는 삶을 살아간다.
우리들의 다짐이 적힌 표지석이 렘넌트 앞에 세워져 있으며 월요조회 시간에 다같이 복창한다.

## 교육신조
- 성경의 권위  우리는 신구약 성경이 하나님의 영감으로 기록된 계시의 말씀이며,  사람을 구원하고 하나님의 사람으로 온전하게 하는 데 있어 최고의 권위를 갖고 있음을 믿는다.
- 삼위일체 하나님 우리는 단일신성 속에 삼위로 계시며,  본질과 권능과 영원성이 동일한 성부 하나님, 성자 하나님, 성령 하나님을 믿는다.
- 하나님의 주권과 섭리 우리는 세상을 창조하시고 통치하시는 하나님의 주권을 믿으며,  자기의 기뻐하시는 뜻을 따라 섭리하심을 믿는다.
- 예수 그리스도 우리는 예수 그리스도께서 영원 전부터 계신 하나님이시며, 성령으로 잉태되어 동정녀에게서 나셔서 사람이 되셨고, 사람들의 죄를 대속하시기 위해 십자가에 못 박혀 죽으셨고, 다시 살아나셔서 하늘에 올라가셨다가 산 자와 죽은 자를 심판하러 다시 오실 것을 믿는다.
- 예수 그리스도의 교회 우리는 하나님께서 부르시고 택하신 자들이 예수 그리스도의 몸인 교회를 이루고, 그분은 교회의 머리이심을 믿는다.
- 성령 하나님 우리는 성령을 통해서 예수 그리스도의 구속적 은혜를 알 수 있으며, 성령께서 죄인들에게 거듭남과 회개와 믿음의 역사를 이루시고 믿는 자들 안에 내주하시면서 성화와 영화를 이루신다는 것을 믿는다.
- 인간의 목적 우리는 인간이 하나님의 형상을 따라 지음을 받았으며 이 땅에서 하나님을 영화롭게 하고 그분을 영원토록 즐거워하는 것이 주된 목적임을 믿는다.
- 인간의 타락 우리는 모든 인간이 아담의 범죄로 말미암아 타락하여 죄 아래에 있으므로 자기의 어떠한 노력으로도 하나님의 진노를 피할 수 없음을 믿는다.
- 인간의 구속 우리는 인간이 죄로 말미암아 멸망되어야 마땅하지만 예수 그리스도의 구속으로 말미암아 그의 이름을 부르는 모든 자들이 구원을 얻어 하나님의 자녀가 되고 하나님 나라를 위한 사역에 동참하게 되었음을 믿는다.
- 진리와 하나님 우리는 모든 진리가 영원하고 불변하시는 하나님에게서 나오며 그 중심에는 말씀이신 예수 그리스도가 있음을 고백한다.
- 진리의 속성 진리는 민족과 문화와 시대를 초월하여 인류 보편적으로 동일하게 적용되며, 시대사조와 상관없이 영원토록 변하지 않는 것임을 믿는다.
- 진리와 이성 우리는 진리를 아는 데 있어서 이성의 역할의 중요성을 믿는다. 그러나 타락한 인간의 이성으로는 진리를 온전히 알 수 없고 오히려 진리가 왜곡될 수 있으므로 이성이 진리를 대적하지 않도록 주의해야 함을 고백한다.
- 진리와 교육 우리는 성령과 함께 진리를 전파하고 진리 가운데 나온 이들이 그것을 따라 살도록 본을 보이며 가르치고 양육해야 함을 고백한다.
- 교육의 방향 우리는 진리를 따르는 삶을 위한 내적 동기와 방법 및 수단들을 가르침에 있어서 반드시 성경적 세계관에 입각해야 하고, 가르침의 방향이 하나님 나라와 의를 구하는 데 있어야 함을 고백한다.
- 교육과 구원 우리는 교육적인 직무를 포함한 인간의 어떠한 활동으로도 구원을 이룰 수 없음을 고백한다. 인생의 구원은 오직 예수 그리스도의 은혜와 성령의 거듭나게 하심으로 말미암을 뿐이므로 우리는 오직 주의 역사하심을 고대하며 믿음과 기도로써 진리를 증언하고 본을 보이는 가르침에 힘을 쏟는다.
- 교육의 공동체 우리는 하나님의 말씀에 순종하고 그리스도를 교육의 주인으로 고백하는 교육 공동체의 역할을 감당하며, 각 지체의 부르심의 특성에 따라 유기적으로 연합하고 참여함으로 그리스도의 구속의 은혜를 드러내야 함을 고백한다.
- 교육자의 권위 우리는 교육자에게 주어진 권위가 지지를 받고 보장되어야 그리스도 안에서 올바른 양육이 가능하다고 믿는다. 모든 권위는 주 하나님으로부터 말미암았으므로 교육자의 권위도 그러하되, 오직 주의 공의와 사랑 안에서 이것이 인정됨을 고백한다.
- 교육자의 책무 우리는 진리를 가르치는 자라는 정체성을 확실히 하고 그리스도께 전심으로 순종하며 헌신하는 본을 보여야 할 책임이 있음을 고백한다.

## 교육의 목표; 인격, 비전, 실력
예수님의 생명과 연합하는 인격을 기른다.
예수님의 생명과 연합한다는 것은 옛 자아가 죽고 예수 그리스도 안에 있는 새 생명으로 살아간다는 뜻이다. 이는 자신의 생각이나 의지 자체의 부정보다는 육신의 소욕이 아닌 성령의 인도함을 받는다는 것을 의미한다. 예수님의 생명과의 연합은 예수님을 영접하는 순간 은혜로 단번에 이루어지는 신분의 변화인 동시에 지속적으로 성령님의 인도하심을 받으며 살아가는 과정이기도 하다. 지속적인 성령의 인도함을 받는 과정 속에서 인격적 변화는 자연스럽게 성령의 열매로 이어진다.

하나님의 부르심에 순종하는 비전을 갖는다.
하나님의 부르심에 순종한다는 것은 부르심의 주도권이 하나님께 있고 사람은 그 택하심에 반응한다는 뜻이다. 이는 부르심이 자아성취나 자아실현에 있지 않고 하나님의 자녀로서의 정체성을 인식하는 데 있음을 전제한다. 하나님의 자녀로서의 정체성을 인식하면 자연스럽게 각자를 부르신 하나님의 사명에 대해 반응하게 된다. 이때 비로소 사람은 각자에게 주신 은사와 재능에 관심을 갖게 되고 그 은사와 재능은 하나님 나라를 향한 하나님의 비전으로 이어진다.

하나님의 진리를 알아가는 실력을 기른다.
하나님의 진리를 알아간다는 것은 창조주와 그로 말미암아 지은 바 된 피조세계를 이해하고 경험한다는 뜻이다. 이는 앎이 단순히 지식을 소유하는 것에만 있지 않고 진리이신 예수 그리스도와의 연합하는 데 있음을 전제한다. 예수 그리스도와의 연합은 진리를 분별하게 하여 하나님을 대적하여 높아진 이론을 파하고 모든 피조세계의 거짓된 지식을 새롭게 한다. 이때 비로소 진리를 소유한 자는 삶 가운데 모든 문제를 해결할 수 있는 실력을 기르게 된다.

## 꿈의학교 IB교육목표
꿈의학교는 “인격과 비전과 실력을 겸비한 하나님의 사람을 기른다”는 교육목적과 “사랑으로 세계를 품어라”는 교훈아래 다음세대를 양육합니다. 
첫째, 우리는 다음세대가 지적, 물리적, 정서적, 영적으로 균형잡힌 사람이 되도록 교육합니다.
둘째, 우리는 다음세대가 그리스도의 사랑으로 세상을 바라보고, 하나님의 정의와 공의로 세상을 다스리는 하나님의 사람으로 자라나도록 양육합니다.
셋째, 우리는 다음세대가 세계를 구원하는 하나님나라가 되어 이웃사랑을 구체적으로 실천하는 국제적 소양을 갖춘 사람으로 자라나도록 양육합니다. 

### 인격
원칙을 지키는 사람
우리는 하나님의 공의로 세상이 운영되기를 바라며, 공정성과 정의를 바탕으로 인간의 존엄과 권리를 존중하고 성실하고 정직하게 행동합니다. 우리는 책임감 있는 그리스도의 제자로서 우리의 행동과 그 결과에 대해 책임을 집니다.
배려하는 사람
우리는 옆 사람을 내 몸의 한 부분처럼 소중히 여기며, 서로 공감하고 격려하며 존중합니다. 우리는 ‘사랑으로 세계를 품어라’는 꿈의학교의 정신에 따라 봉사정신을 갖고 타인의 삶과 지역사회에 긍정적인 변화를 이루기 위해 노력합니다.
균형 잡힌 사람
우리는 다른 사람의 유익과 행복을 위해 내 삶의 지적, 물리적, 정서적, 영적 균형을 이루는 것이 중요하다는 것을 알고 있습니다. 우리는 다른 사람뿐만 아니라 우리가 살아가는 세상과도 상호 의존하고 있음을 인식하고 있습니다.

### 비전
탐구하는 사람
우리는 하나님께서 이 세상을 창조하셨음을 믿으며, 세상의 창조 질서를 호기심을 가지고 탐구하고 연구합니다. 우리는 배움에 대한 열정을 갖고, 학습에 대한 열의와 동기를 잃지 않도록 노력합니다.
도전하는 사람
우리는 인류가 직면한 복잡한 문제들을 하나님의 방법으로 해결하기 위해 철저히 계획하고 의사결정을 내리며, 불확실성 속에서도 하나님을 향한 믿음으로 도전합니다. 우리는 독립적으로 그리고 협력하여 새로운 아이디어와 혁신적인 전략을 모색하며, 하나님 나라가 이 땅에 실현되기를 바랍니다. 그리고, 도전과 변화에 굴복하지 않고 슬기롭게 대처해 나갑니다.
성찰하는 사람
우리는 세상과 자신의 생각 및 경험에 대해 깊이 성찰하며, 하나님의 뜻을 고민합니다. 우리는 하나님께서 각자에게 주신 다양한 재능을 믿고, 개인의 학습과 성장에 도움이 되도록 자신의 강점과 약점을 이해하려고 노력합니다.

### 실력
지식이 풍부한 사람
우리는 조국과 인류의 문제 해결을 위해 지역적, 세계적으로 중요한 사안과 의견에 관심을 기울입니다. 우리는 개념적 이해를 통한 성장을 중시하며, 다양한 학문적 지식을 탐구합니다.
사고하는 사람
우리는 지혜의 근원이 하나님이심을 믿으며, 세상의 복잡한 문제를 비판적이고 창의적인 사고로 분석하고 책임감 있게 행동합니다. 또한, 성경의 기준에 따라 합리적이고 윤리적인 의사결정을 내립니다.
소통하는 사람
우리는 하나님과 사람 사이의 소통을 소중히 여기며, 하나 이상의 언어와 다양한 방식으로 창의적이고 자신 있게 자신을 표현합니다. 우리는 다른 개인과 집단의 의견을 경청하고, 효과적으로 협력하여 하나된 공동체를 이루고자 합니다.
열린 마음을 지키는 사람
우리는 성경적 세계관을 바탕으로 비판적인 사고로 우리 고유의 문화와 역사를 바라보고, 타인의 가치관과 전통을 비판적으로 수용합니다. 우리는 다양한 관점을 추구하고 평가하며 경험을 통해 성장합니다.

## 교과별 교육목적
- 성경: 힘써 하나님을 알아가는 성경과
- 독서: 혼돈의 시대에 진리를 찾아가는 독서과
- 국어: 바른 언어 사용으로 하나님과 세상을 화목케 하는 국어과
- 영어: 하나님의 관점으로 세계와 소통하는 영어과

- 수학: 하나님의 창조 질서를 이해하고 탐구하는 수학과
- 사회: 역사의 주관자 되신 하나님과 동행하는 사회과
- 과학: 지식이 아닌 지혜로 하나님의 창조 세계와 관계 맺는 과학과
- 음악: 창조의 세계를 소리로 표현하는 음악과
- 미술: 하나님께서 만드신 세상을 누리는 미술과
- 체육: 강한 체력, 강한 정신력을 키워주는 체육과
- 정보: 첨단 정보화시대를 이끌어갈 하나님의 사람을 키우는 정보과
- 중국어: 중국통 인재 개발의 산실 중국어과
- 생공세: 거룩한 생활 공동체를 세우는 생활 공동체 세우기

## 교육과정

### 1) 중등과정
꿈의학교 교육목적 : 인격과 비전과 실력을 겸비한 하나님의 사람을 기른다.
목적
1. 평생 가치 교육을 통해 하나님을 경외하는 것이 지혜의 근본임을 안다.
2. 학력보완 필수 교육을 통해 지식과 기능을 익혀 진리의 기초를 쌓는다.
3. 자주 학습능력을 길러 스스로 문제 해결이 가능하도록 한다.
4. 독서습관을 형성하여 지적, 정서적, 영적 성장을 가능하게 한다.

|     | 인격                                                  | 비전                           | 실력 |                       |
| --- | ----------------------------------------------------- | ------------------------------ | --- | --------------------- |
| 중3 | 큐티 예배 생명캠프 시민교육 학급써클 생활관_목장 국토 | 직업탐방 해외봉사 U&I 진로검사 | 솔로몬 학술제(중3) 주제중심수업 리딩레이스 대화형 평가 개인별 코치 자기 주도 플래너 관리 U&I 학습유형 검사(중1) MBTI(중1) | 진로진학코칭 학습코칭 |
| 중2 | 큐티 예배 생명캠프 시민교육 학급써클 생활관_목장 국토 | 캐나다연수 단기선교            | 솔로몬 학술제(중3) 주제중심수업 리딩레이스 대화형 평가 개인별 코치 자기 주도 플래너 관리 U&I 학습유형 검사(중1) MBTI(중1) | 학습코칭 자기관리코칭 |
| 중1 | 큐티 예배 생명캠프 시민교육 학급써클 생활관_목장 국토 | 체험학습                       | 솔로몬 학술제(중3) 주제중심수업 리딩레이스 대화형 평가 개인별 코치 자기 주도 플래너 관리 U&I 학습유형 검사(중1) MBTI(중1) | 자기관리코칭 감정코칭 |

주제중심 교육과정
기본교과를 주제중심으로 재편성하여 수업
|     | 주제                                               | 하위개념                                     |
| --- | -------------------------------------------------- | -------------------------------------------- |
| 중3 | 환경2: 사회적 환경 우리와 세상에 대한 통찰 및 이해 | 질서와 조화 차이와 차별 갈등과 정의(正義)    |
| 중2 | 환경1: 나의 환경과 자연적 환경                     | 가정 대기, 해양, 토양 이웃(빈곤과 소외)      |
| 중1 | 타인에 대한 이해 : 타인을 통한 나의 이해           | 나와너, 갈등 존중, 배려, 경청 정체성, 자존감 |

### 2) 고등과정
목적
1. 하나님 나라 시민으로서 살아가는 가치를 배운다.
2. 자신의 적성과 소질에 맞는 비전을 발견한다.
3. 세상의 문제를 해결할 수 있는 실력을 기른다.
4. 공통 전인 교육 과정과 심화 선택 교육 과정을 통해 적성과 전문성을 기른다.

|     | 인격                                               | 비전 | 실력                                             |          |
| --- | -------------------------------------------------- | --- | ------------------------------------------------ | -------- |
| 고3 |                                                    | 선배특강 | 몰입학습 전문교과코칭 자율전공연구 솔로몬 학술제 | 진학코칭 |
| 고2 | 학생회 동아리연합회 생활관자치회 거룩한신부 서약식 | 국토 진로코칭(계열) 해외탐방(예술,비전캠프)                                                                 | 몰입학습 전문교과코칭 자율전공연구 솔로몬 학술제 | 학습코칭 |
| 고1 | 생명캠프                                           | 진로코칭수업 중국연수 U&I 진로검사(신입) 커리어넷 -직업적성 -직업가치관 -직업흥미 -직업성숙도 -직업개발역량 | 공통과목                                         | 진로코칭 |

|          | 공통 역량                                                                                   | 계열 역량                   | 계열 수업 |
| -------- | ------------------------------------------------------------------------------------------- | --------------------------- | --- |
| 국내     | 독해력 논리적 사고력 지식능력 창의성 의사소통 능력 문제해결 능력 비판적 사고 능력 협동 능력 | 깊이 있는 학습 능력         | 기본 교과, 심화 선택 전문 교과, 자율 전공                                                                            |
| 국제(DP) | 독해력 논리적 사고력 지식능력 창의성 의사소통 능력 문제해결 능력 비판적 사고 능력 협동 능력 | 수용 능력                   | 글로벌 인생수업, 주제창작 인문고전 개별 연구 Economics, World History 등                                             |
| 예술     | 독해력 논리적 사고력 지식능력 창의성 의사소통 능력 문제해결 능력 비판적 사고 능력 협동 능력 | 문화 해석 능력              | 미술심화, 미술포트폴리오 디자인실기, 그래픽 디자인 사진학(심화), 비주얼 커뮤니케이션 서양/한국미술사 예술개별연구 등 |
| DCC      | 독해력 논리적 사고력 지식능력 창의성 의사소통 능력 문제해결 능력 비판적 사고 능력 협동 능력 | 연구 역량(탐구, 연결, 실천) | 진로탐색 프로젝트 진로코칭 실습 현장실습 프로젝트 전공강의 등                                                        |

2024 꿈의학교 전문교과/자율전공
| 전문교과 | 미디어 비평, 국제관계론, 나라별 정치, 실내 건축, 건축가 연구 및 모형제작 오리엔탈리즘과 미술, 바우 하우스 디자인의 역사, 한국 현대 문학사, 특수아동 이해 및 미술 치료, 발성법, 셰익스피어 문학, 예술 경영 |
| 자율전공 | 온라인 비지니스, 경영학과 기업가 정신, 경제의 흐름과 주식의 연관성, 인적자원 관리, 글로벌 기업 연구, 다문화 분쟁 분석, 히브리어 첫걸음, 공간이란 무엇인가, 공간 심리학                                    |

국/영/수/사/과/음/미/체 공통과목 외에 선택수업 86개 개설(2024년 기준)

### 3) 진로진학
고등학교 2학년 때 희망계열을 정한 후, 계열별 커리큘럼에 따라 수업을 듣습니다.
- 국내계열
국내입시를 목표로 하며, 수시/정시 모두 준비합니다.
국내계열은 학년별로 인원수가 다르지만 약 15명 내외로 전체 고3 중 약 40%를 차지합니다.
고등학교 2학년 때 검정고시를 합격한 후, 고3에는 입시에 집중할 수 있도록 수업 및 진로진학상담이 이루어집니다.
매일 11시까지 샬롬하우스(고3 자습실)에서 자습을 합니다.
- 해외계열
해외입시를 목표로 합니다.
해외계열은 학년별로 인원수가 다르지만 약 20명 내외로 전체 고3 중 약 40%를 차지합니다.
고등학교 2학년 때 검정고시를 합격한 후, 고3 때는 해당 학교에서 요구하는 공인영어성적을 획득하기 위해 공부하고 있습니다.
그 외에도 영문 자기소개서, 영문 추천서 등의 작성을 지도하고 있습니다.
- 예술계열
고1,2학년 때부터 예술적 감수성을 키워 미술/음악 쪽으로 진학하고자 하는 학생들이 선택하는 계열로, 학년별로 인원수가 다르지만 약 10명 내외로 고3 중 약 20%를 차지합니다.
미술은 교내에서 열리는 선택수업 및 방과후 특기적성 프로그램을 통해 실력을 향상시킬 수 있습니다.
단, 입시음악을 준비하는 경우 외부로 위탁교육을 나가고 있습니다.
- DCC
고등학교 졸업 전, 전문학사 자격증을 취득하는 계열입니다.
고등학교 2학년 2학기부터 자신이 원하는 전공을 선택하고 온라인 학점은행제를 통해 수업을 듣습니다.
전문학사 자격증 취득 이후 학사편입 및 취업으로 이어지고 있습니다.
전문학사 자격증 취득 외에도 자신의 꿈을 찾아가며 자율전공연구, 전문교과코칭 등의 다양한 수업을 활용해 자신만의 꿈을 찾아나가고 있습니다.

## 해외연수

### 1) 캐나다 연수
매년 중학교 2학년 꿈쟁이들은 한 학기 동안 Vancouver 에 있는 Dream Canada international에서 연수를 하게 됩니다.
홈스테이를 통해 외국 가족들과 함께 생활 하며 캐나다 문화를 경험합니다.
이 기간을 통해서 영어로 생각하고 영어로만 대화하는 과정 속에 다양한 기독교 문화를 체험하고 영어를 몸에 익히게 됩니다.
뿐만 아니라 국내에서는 접하기 어려운 카누, Curling, 카약을 비롯한 다양한 문화체험을 통해서 인생에 기억에 남을 학창시절을 보냅니다.

### 2) 중국 연수
고1 때는 중국의 수도 북경에 있는 북경청년정치대학에서 3개월간(6~8월) 생활합니다.
중국어 학습을 통해 HSK 자격증을 취득하며 실제로 중국문화를 겪습니다.
다른 나라, 새로운 문화 속에서 다름을 배우며 교실에서만 써오던 중국어를 실제 생활에서 사용하게 되어 언어에 대한 감각을 키워나갑니다.
생소한 음식들과 사람들 사이에서 함께 하는 친구들의 소중함을 알게 되며 동역의 중요성을 체득할 수 있는 기회가 됩니다.
귀국 전 여행을 통해 다양성이 존재하는 중국을 다시 한 번 발견할 수 있게 됩니다.

## 학교시설
- 월드미션센터(WMC): 고등 교과 교실/ 교무실/ 사물함/ 식당/ 신앙 상담실/ 꿈뜰카페

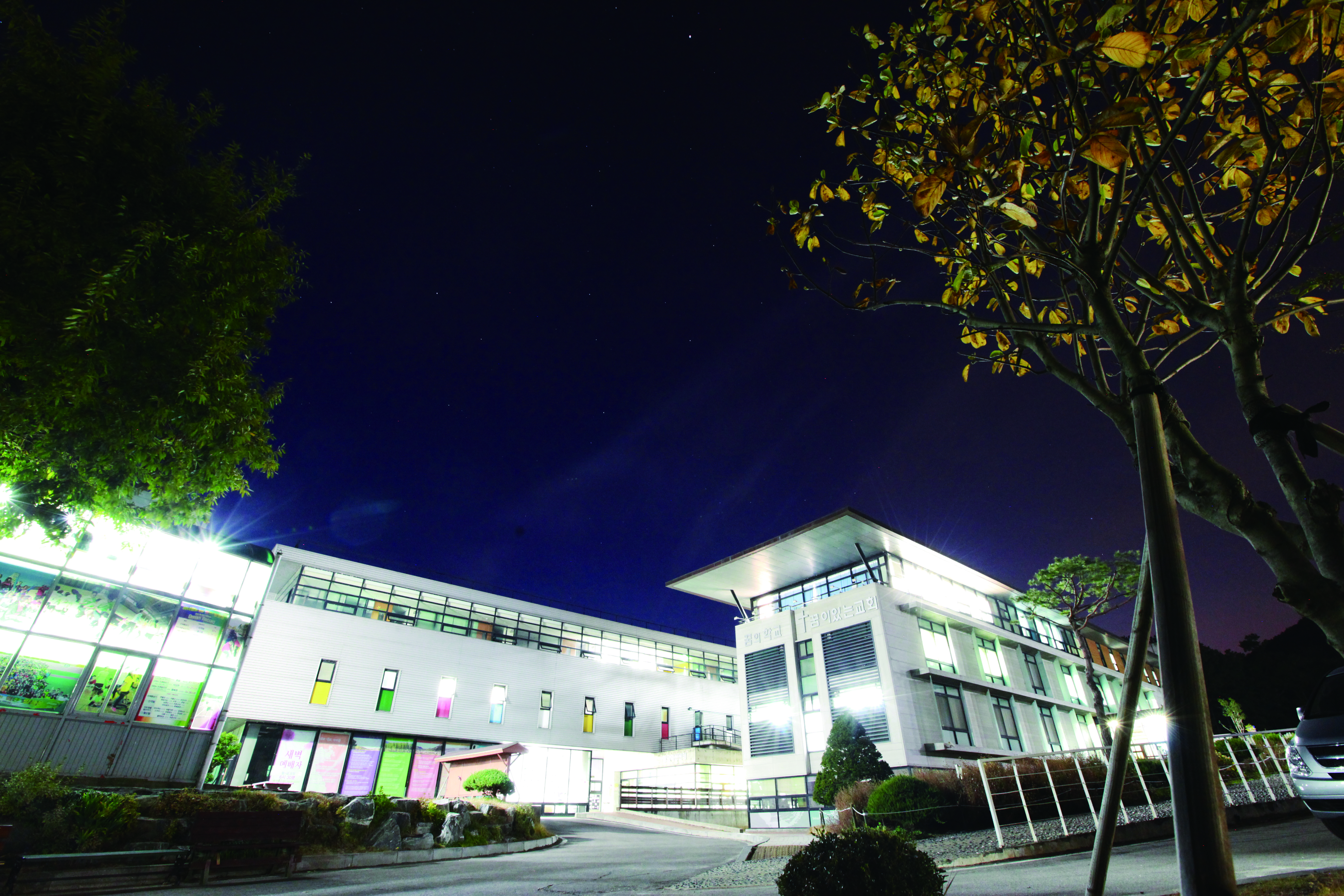
월드미션센터

- 태초관&아멘관: 중등교실/ 교무실/ 학생회실/ 동아리연합회실/ 입학관리팀/노트북실/스튜디오
- 월드 리더십 센터(WLC): 남학생 생활관/ 학생 휴게실/ 자율학습실/ 체력 단련실/ 행정실/ 교장실/ 기계실/ 교구 창고
- 킹덤 드림 센터(KDC): 여학생 생활관/ 학생 휴게실/ 자율학습실/ 체력 단련실/ 커뮤니티홀(KDC)

- 렘넌트: 국제계열 교실/ 간이카페/ 강당/ 방송실

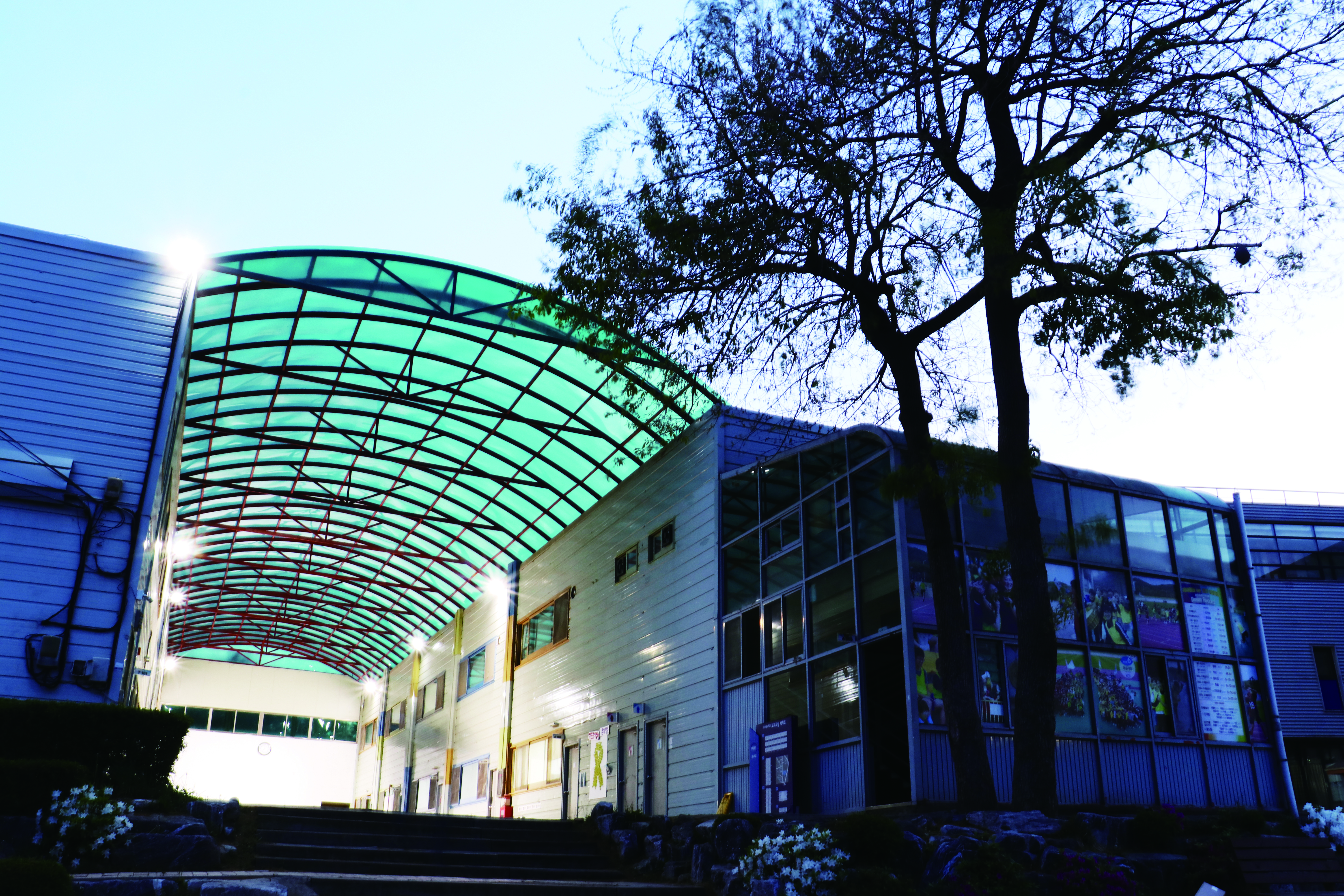
태초아멘관

- 두란노(도서관): 도서관 리딩레이스/ 독서 수업/ 마로니에 카페/ 영어 도서관/ 미술 전시
- 샬롬하우스: 고3 자습실
- 제1미술실: 고등 미술실
- 제2미술실: 중등 미술실

- 옹달샘: 보건실
- 도자기실: 미술 수업 도자기실
- 마로니에(꿈의학교 도서관)

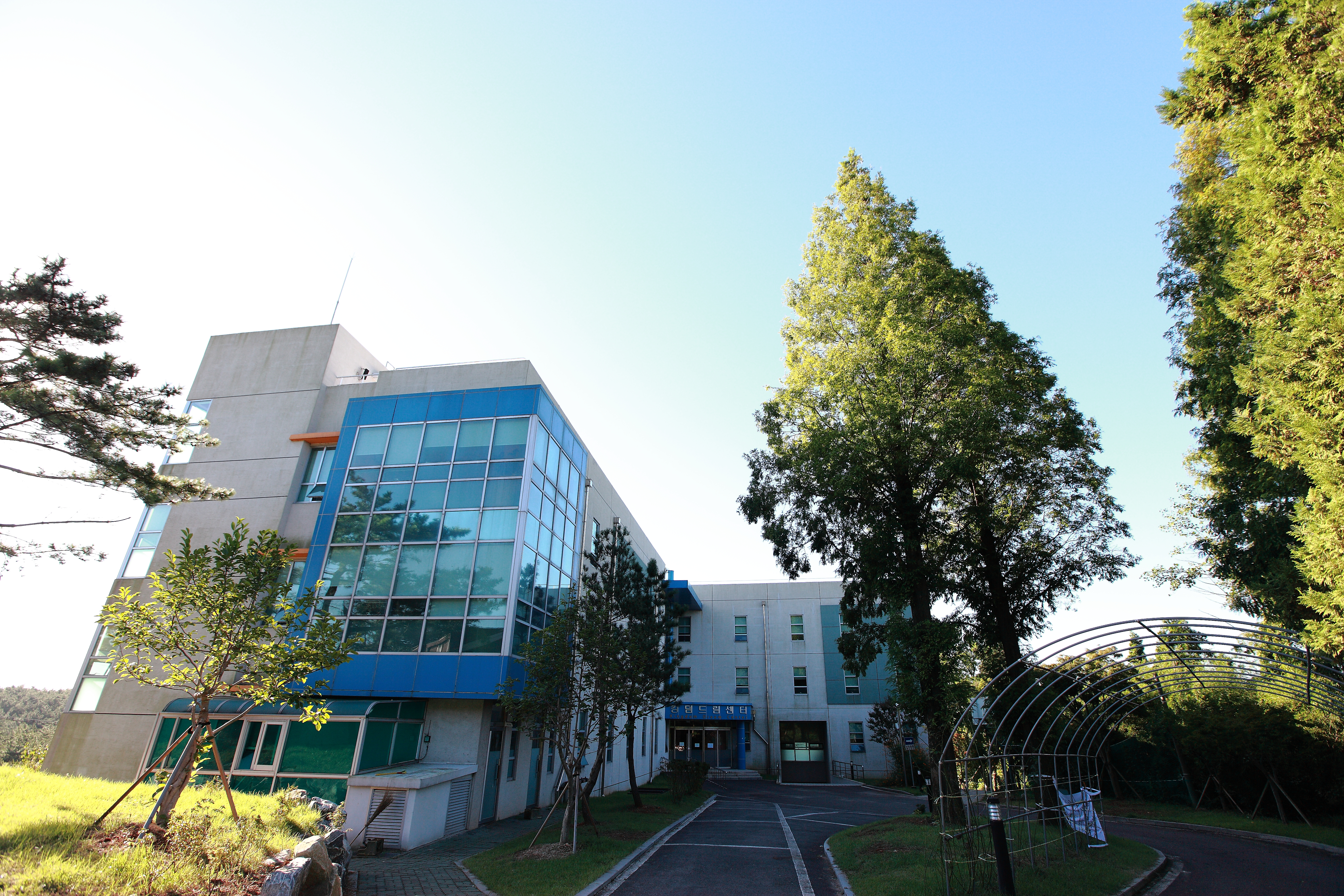
킹덤드림센터(여생활관)

- 겟세마네: 기도실(새벽 예배 및 기도 모임)

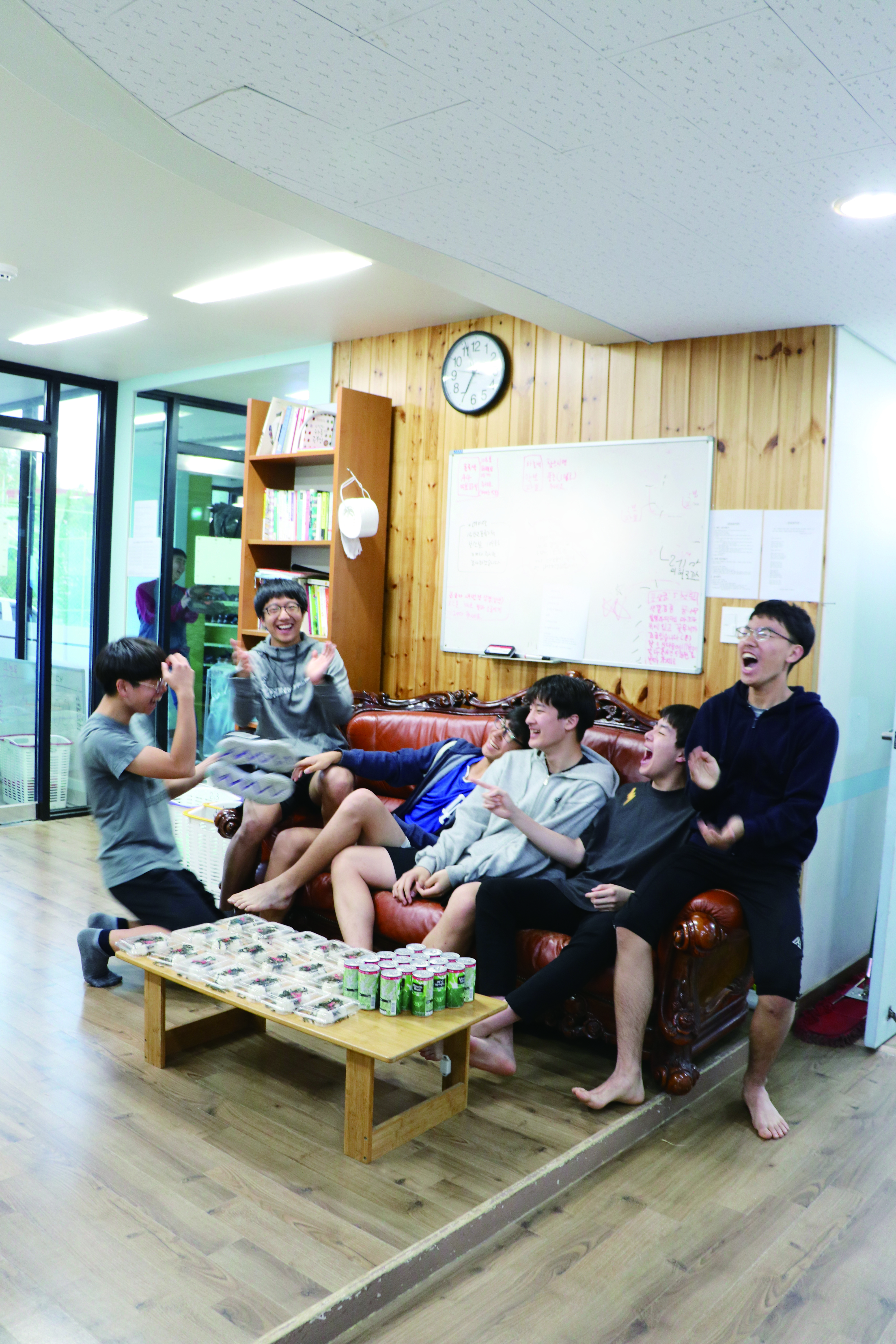
WLC(남자생활관)

- 킹덤드림센터(여생활관)킹덤드림센터(여생활관)
- 체육관: 학생 운동 공간/ 탁구장
- 관리실, 홍보실: 관리 사무실/ 택배 보관/ 쉼터/ 홍보실

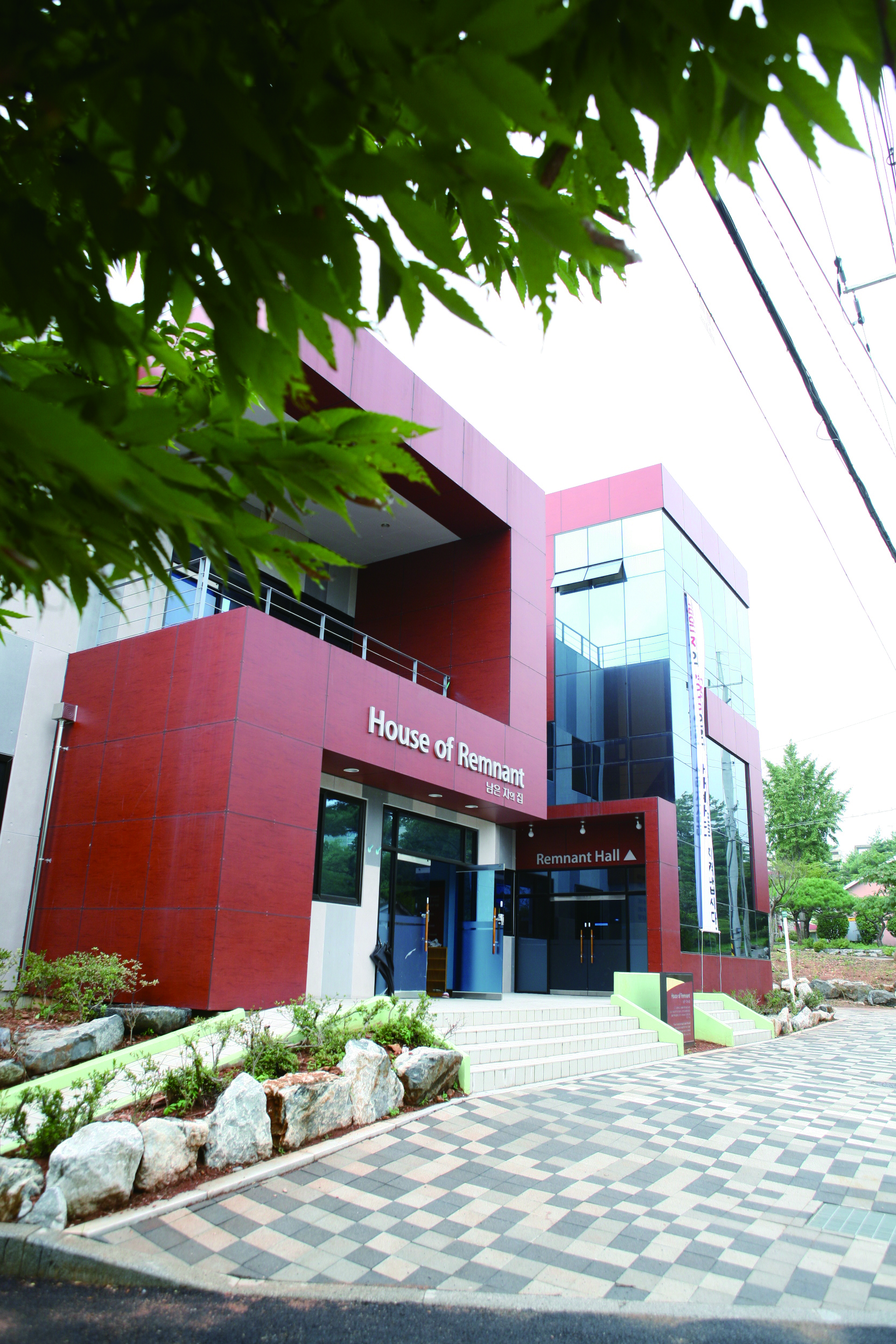
렘넌트

- 필하모니: 음악실
- 밴드연습실WLC(남자생활관)
- 노천극장: 야외 공연장
- 조물락: 메이커 스페이스
- 카페꿈뜰: 스터디카고등교실

## 생활

### 2024년 남자 생활관 평일 기준 일과
| 시간        | 일정                               |
| ----------- | ---------------------------------- |
| 06:50~07:00 | 기상, 농구장 집합                  |
| 07:00~07:10 | 인원점검                           |
| 07:10~07:30 | 아침식사                           |
| 07:30~08:20 | 세면, 등교준비, 교실이동           |
| 08:20       | 등교 완료, 생활관 잠금             |
| 08:20~08:40 | 큐티 (말씀 묵상)                   |
| 08:45~09:30 | 1교시                              |
| 09:40~10:25 | 2교시                              |
| 10:35~11:20 | 3교시                              |
| 11:30~12:15 | 4교시                              |
| 12:15~13:20 | 점심식사                           |
| 13:20~14:05 | 5교시                              |
| 14:15~15:00 | 6교시                              |
| 15:00~15:25 | 청결학습                           |
| 15:25~16:10 | 7교시                              |
| 16:20~17:05 | 8교시                              |
| 17:30~18:30 | 저녁식사                           |
| 18:30~19:00 | 청소, 자주 학습 준비               |
| 19:00~19:20 | 목장별 말씀 나눔                   |
| 19:20~20:30 | 고등 자주학습 1타임, 중등 자유시간 |
| 20:30~21:20 | 전체 자주학습(고등 2타임)          |
| 21:30~22:20 | 자유시간                           |
| 22:20~22:30 | 소등준비                           |
| 22:30~23:30 | 소등 / 고등 야자 3,4타임           |
| 23:50~00:00 | 고3 입실 및 취침 준비              |
| 00:30       | 고3 소등 및 취침                   |

- 전자기기 사용은 금지되어 있다. (MP3허용)
- 기숙사 내 외부 음식 섭취가 가능하다.
- 산 주변에 위치하여 다양한 동식물을 체험할 수 있다.
- 자연을 감상할 수 있다.
- 이성교제가 금지되어있다.
- 화장을 할 수 없다.
- 토요일 오전 일과는 평일과 동일하고, 오후 12시부터 생활관을 개방한다.
- 저녁 10시 30분부터 다음날 오전 6시 50분까지 소등 상태를 유지한다.
- 생활관 출입통제 시간에 아픈 학생은 보건실에서 치료와 간호를 받는다.
- 고등의 자주학습은 00시 30분까지 허용된다.
- 토요일, 일요일 오후 1시와 6시에는 당직 교사에게 인원점검을 받는다.

## 학교 연혁
- - 2002년 2월 : 국제 사랑의 봉사단 소속으로 '서산 꿈의학교' 설립 (설립자 황성주, 1대 교장 김의환)
  - 2002년 3월 : 서산 꿈의학교 개교(1998년 경기도 양평에서 시작한 아가피아 꿈의학교 4개 학년 학생 30명, 교사 3명, 기타 학교 자산을 수용) / 5회 입학식 (아가피아 꿈의학교의 입학식을 수용함)  ( 2002년 4월 : 학교 형태의 평생 교육 시설 등록)
  - 2002년 12월 : 태국 봉사활동(국제 사랑의 봉사단, 27명)
  - 2003년 2월 : 캐나다 연수 프로그램 운영시작
  - 2003년 3월 : 꿈의학교 제 6회 입학식, 중국 연수 프로그램 운영 시작(북경 청년 정치 대학), 자매 학교 결연(도미니카-케냐-태국-러시아)
  - 2003년 12월 : 제 19회 초청토론 - 성인경(한국 라브리 대표), 베트남 봉사활동(국제 사랑의 봉사단, 27명)

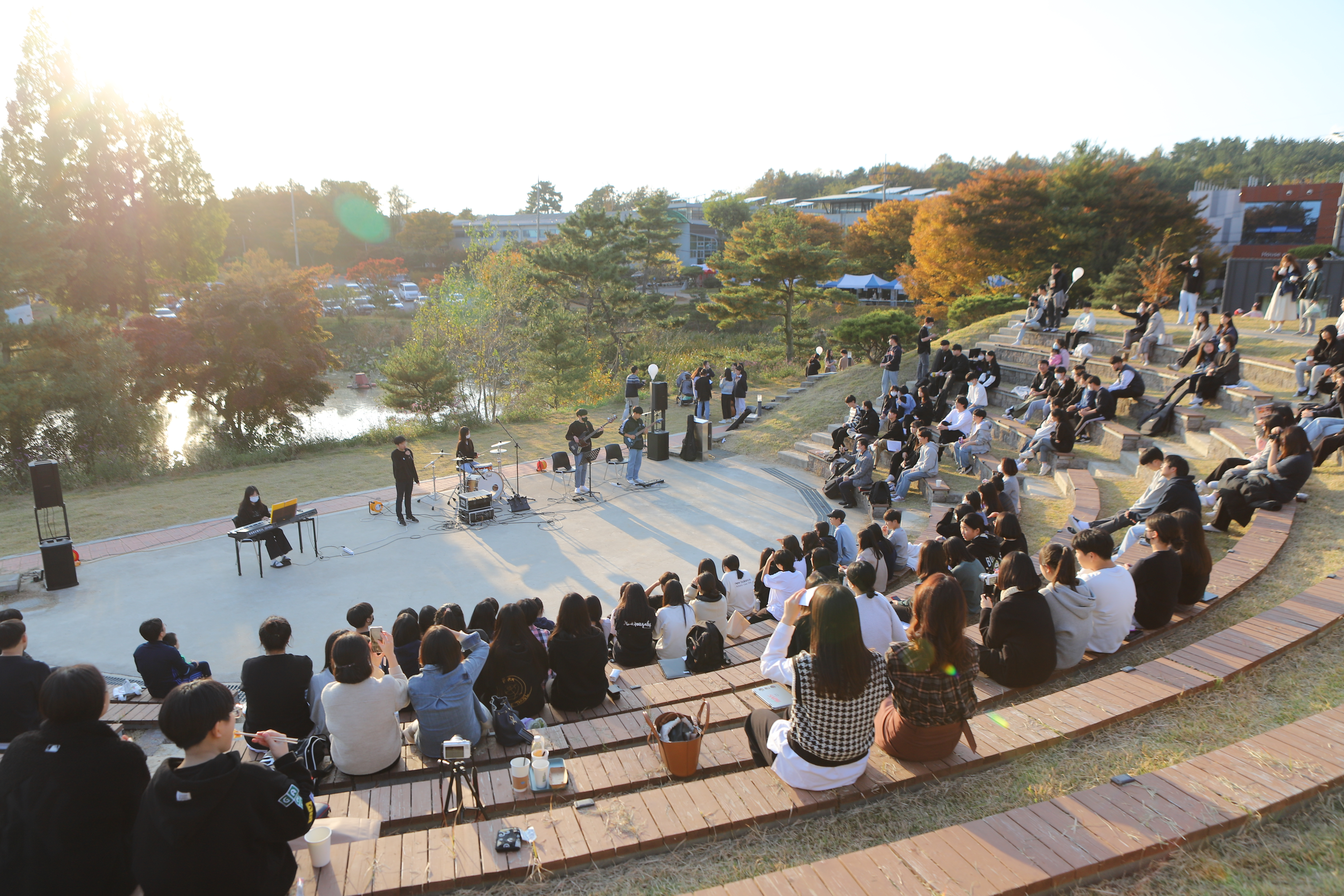
꿈의학교 노천극장

  - 꿈의학교 노천극장2004년 2월 : 꿈의학교 제1회 졸업식
  - 2004년 7월 : 제1회 국토사랑행진 - 제주
  - 2004년 12월 : 제21회 초청토론 - 김원태(목사, 수필가), 인도 단기선교(국제 사랑의 봉사단, 11명)
  - 2005년 8월 : 교사 아파트(믿음, 소망, 사랑 3개동) 신축꿈의학교(Dreamschool) 전경
  - 2005년 11월 : 필리핀 봉사활동(국제 사랑의 봉사단, 33명)
  - 2006년 1월 : 팔레스타인, 요르단 단기선교(인터콥, 6명)
  - 2006년 3월: 전주대학교 상호 협력 협약 체결
  - 2006년 4월 : 영국 Fedixstowe International College 자매 학교 결연
  - 2006년 5월 : 고신대학교 상호 협력 협약 체결
  - 2006년 8월 : 아프가니스탄 단기선교(인터콥, 11명)
  - 2006년 11월: 교사 자녀를 위한 '꿈이랑' 유치원 개원, 필리핀 봉사활동(국제 사랑의 봉사단, 36명)
  - 2007년 5월 : 제27회 초청토론 - 강영우(백악관 차관)
  - 2008년 5월 : 기도실(겟세마네) 신축, 재 29회 초청토론 - 벤 토레이(예수원)
  - 2008년 6월 : 제1회 학부모 바자회
  - 2008년 8월 : 제30회 초청토론 - 김대중(제15대 대통령)
  - 2008년 9월 : 북 카페(꿈이 자라는 뜰) 오픈
  - 2008년 10월 : 총동문회 설립(1대 회장 이승욱)
  - 2009년 1월 : 김의환 교장 기독교 대안학교 연맹 상임 대표 취임
  - 2009년 9월 : 여학생 생활 교육관(KDC-킹덤드림센터) 기공식, 제32회 초청토론 - 손봉호(교수, 철학자)
  - 2009년 11월 : 고귀한 비전 장학회 출범
  - 2010년 5월 : 제1회 Daddy Camp, 제33회 초청토론 - 황성주(설립자, 의사)
  - 2012년 5월 : 중국 중앙 미술 학원 협약식
  - 2012년 7월 : 강당+교실 건물(렘넌트) 준공
  - 2012년 9월 : 제1회 Mom Camp
  - 2012년 12월 : 제37회 초청토론 - 션(가수, 나눔 리더), 단기선교(국제 사랑의 봉사단) - 인도(37명), 터키(12명)
  - 2013년 9월 : 도서관 확장공사(작품전시실 및 2층 베란다), 베트남 봉사 활동(중3)
  - 2013년 12월 : 초등과정 폐쇄, 제39회 초청토론 - 이영표(축구선수), 단기선교 - 우간다(37명), 에티오피아(53명)
  - 2014년 2월 : 1대 교장 의로운 김의환 이임, 2대 교장 꿈지기 이종삼 취임
  - 2014년 2월 : 꿈의학교 2.0 교육과정 시작(생활담임 제도 시행)
  - 2014년 6월 : 드림 대디 클럽 창립
  - 2014년 12월 : 해외 독서캠프 - 일본(12명)
  - 2016년 11월 : 제1회 대디&맘 캠프
  - 2017년 8월 : 꿈의학교 15주년 기념 독서경시대회
  - 2017년 11월 : 꿈의학교 15주년 기념 홈커밍데이
  - 2018년 2월 : DCC(Dream College Course) 교육과정 개설
  - 2018년 4월 : 드림 적정 연구소 설립(연구소장 손문탁 박사)
  - 2018년 12월 : 중등과정 폐쇄
  - 2019년 2월 : DJ과정(Dream Junior 과정 : 14세~16세) 시작, LCLRI(통합독서교육과정) 개설
  - 2019년 6월 : 조물락(메이커 스페이스) 신축
  - 2020년 2월 : 2대 교장 꿈지기 이종삼 이임, 3대 교장 꿈꾸는 이인희 취임
  - 2020년 2월 : 꿈의학교 3.0 교육과정 시작
  - 2020년 12월 : 'Google Reference School' 선정
  - 2021년 11월 : 월비(World of Life Bible Institute) 협약식, 직장 내 어린이집 신축 및 개원
  - 2021년 12월 : 꿈의학교 비전세미나 개최
  - 2022년 4월 : VCS(Vally Christian School) 협약식
  - 2022년 10월 : 꿈의학교 20주년 감사축제
  - 2022년 11월 : 이레하우스(싱글여자교사숙소) 신축
  - 2023년 7월 : 대안학교기관 등록, 오엠(OM)선교회 협약식
  - 2024년 2월 : 2대 이사장 박희덕 취임

1998년 2월, 경기도 양평군 옥천면에서 개교했던 아가피아 꿈의학교가 현재 꿈의학교의 전신이며 시초이다. 그 후 충청북도 괴산군 장연면, 제천시 덕산면의 폐교 건물들을 옮겨다니며 운영하다가 2001년에 폐교 위기에 놓였지만 황성주 1대 이사장이 인수하여 서산에서 다시 개교했다. 하지만 내부 사정으로 현 꿈의학교는 2002년부터 학교의 정식 역사로 인정하고 있다.